# Luis Marquina
Pour les articles homonymes, voir Marquina (homonymie).
Luis Marquina (Lluís Marquina i Pichot), né le 25 mai 1904 à Barcelone (Espagne) et mort le 26 juin 1980 à Madrid (Espagne), est un réalisateur et scénariste espagnol.

## Filmographie partielle

### Au cinéma

#### Comme réalisateur
- 1935 : Don Quintín el amargao
- 1936 : El bailarín y el trabajador (es)
- 1937 : Un anuncio y cinco cartas
- 1938 : La chismosa (es)
- 1940 : El último húsar  (Amore di ussaro)
- 1940 : Yo soy mi rival  (L'Uomo del romanzo)
- 1941 : Torbellino (es)
- 1941 : Su hermano y él
- 1942 : Malvaloca (es)
- 1942 : Vidas cruzadas (es)
- 1943 : Noche fantástica (es)
- 1944 : Santander, la ciudad en llamas (es)
- 1948 : Doña María la Brava
- 1949 : Filigrana (es)
- 1951 : El Capitán Veneno (es)
- 1952 : Amaya (es)
- 1952 : Manchas de sangre en la luna (en)
- 1952 : Quema el suelo (en)
- 1953 : Así es Madrid (es)
- 1954 : Alta costura (es)
- 1954 : Las últimas banderas (ca)
- 1957 : Flamenco (Spanish Affair)
- 1961 : Adiós, Mimí Pompom (es)
- 1961 : Ventolera (es)
- 1961 : La viudita naviera (es)
- 1963 : La batalla del domingo
- 1964 : Valiente
- 1967 : Tuset Street (es)
- 1972 : Cerco de terror
- 1973 : Ay, Antonio, Antonio

#### Comme scénariste
- 1951 : Don Quintin l'amer (La hija del engaño) de Luis Buñuel
- 1959 : Tu seras reine (¿ Donde vas, Alfonso XII ?)  de Luis César Amadori
- 1960 : ¿Dónde vas, triste de ti? d'Alfonso Balcázar
- 1963 : Le Signe de Zorro (Il segno di Zorro) de Mario Caiano
- 1964 : Échappement libre de Jean Becker
- 1967 : Le vicomte règle ses comptes de Maurice Cloche
- 1970 : L'Insaisissable Monsieur Invisible (L'inafferrabile invincibile Mr. Invisibile) d'Antonio Margheriti

## Récompenses et distinctions
- Mostra de Venise 1938 : nommé à la coupe Mussolini du meilleur film étranger pour La chismosa (es) (1938) partagé avec Enrique Ferrer Orsini

- (en) Luis Marquina: Awards, sur l'Internet Movie Database